# Michel Tejeira
Michel Tejeira, vollständiger Name Erik Michel Tejeira Lemos, (* 4. Februar 1992 in Artigas) ist ein uruguayischer Fußballspieler.
Der 1,70 Meter große Defensivakteur Tejeira gehört mindestens seit der Apertura 2014 im Profikader des Zweitligisten Canadian Soccer Club. In der Saison 2014/15 wurde er 14-mal (kein Tor) in der Segunda División eingesetzt. Darüber hinaus sind bislang (Stand: 9. August 2016) keine weiteren Einsätze oder eine Kaderzugehörigkeit verzeichnet.